# Tiếng Kháng
Tiếng Kháng (tiếng Trung: 抗语), còn được gọi là Mang U', là một ngôn ngữ thuộc ngữ hệ Nam Á ở Việt Nam. Nó liên quan chặt chẽ với tiếng Bố Mang ở Mạn Trượng (thuộc huyện Kim Bình, châu Hồng Hà, tỉnh Vân Nam, Trung Quốc).

## Phân loại
Paul Sidwell (2014) phân loại tiếng Kháng thuộc ngữ chi Palaung, mặc dù Jerold Edmondson (2010) cho rằng  nó thuộc ngữ chi Khơ Mú.
Tiếng Kháng có liên quan chặt chẽ nhất với tiếng Bố Mang (Edmondson 2010). 
Tiếng Quảng Lâm được nói ở xã Quảng Lâm, huyện Mường Nhé, tỉnh Điện Biên được cho là có quan hệ mật thiết đến tiếng Kháng. 

## Phân bố
Người Kháng, chủ nhân của ngôn ngữ, là một nhóm dân tộc được công nhận chính thức tại Việt Nam, và dân số là 13.840 vào năm 2009.
Tiếng Kháng phân bố tại các huyện sau của các tỉnh Sơn La, Lai Châu và Điện Biên:
- Tỉnh Sơn La (dọc theo sông Đà) 
  - Thuận Châu (bao gồm bản Ná Lai)
  - Quỳnh Nhai
  - Mường La
- Tỉnh Lai Châu
  - Phong Thổ
  - Mường Tè
  - Than Uyên
- Tỉnh Điện Biên
  - Mường Lay (Mường Chà)
  - Tuần Giáo

Tạ Quang Tùng (2021) bổ sung phần mô tả ngữ âm và danh sách từ vựng của phương ngữ Kháng được nói tại bản Nậm Mu, xã Phình Sáng, huyện Tuần Giáo, tỉnh Điện Biên.

## Ngữ âm
|          | Môi  | Lợi  | Ngạc cứng | Ngạc mềm | Thanh hầu |
| -------- | ---- | ---- | --------- | -------- | --------- |
| Tắc      | pʰ p | tʰ t | tʃ        | kʰ k     | ʔ         |
| Hút      | ɓ    | ɗ    |           |          |           |
| Xát      |      | s    |           |          | h         |
| Mũi      | m    | n    | ɲ         | ŋ        |           |
| Tiếp cận | w    | l    | j         |          |           |

|          | Trước | Giữa | Sau  |
| -------- | ----- | ---- | ---- |
| Đóng     | i     | ɯ    | u    |
| Nửa đóng | e     | ɤ ɤː | o oː |
| Nửa mở   | ɛ     |      | ɔ    |
| Mở       |       | a aː |      |

Các nguyên âm đôi bao gồm: /iɤ/, /ɯɤ/, /uɤ/.
Tiếng Kháng có tổng cộng tám thanh điệu, trong đó sáu thanh xuất hiện ở các "âm tiết sống" gồm các âm tiết mở hoặc kết thúc bằng âm vang. Trong khi đó hai thanh còn lại chỉ xuất hiện ở các "âm tiết chết" gồm các âm tiết kết thúc bằng các phụ âm tắc miệng /p t k/. Mỗi thanh điệu cũng mang theo một âm vực cụ thể, ảnh hưởng đến cách phát âm của âm tiết.
Các thanh điệu âm tiết sống như sau:
- [ ˥ ] - cao, bằng, thường
- [ ˩ˀ] - thấp, bằng, kết thúc bằng âm tắc thanh hầu
- [ ˧˥ˀ] - cao lên, kết thúc bằng âm tắc thanh hầu
- [ ˧˩ˀ] - thấp xuống, kết thúc bằng âm tắc thanh hầu
- [ ˧˨˧ ] - hõm vừa, thường
- [ ˨˩˨ ] - hõm thấp, khàn

Các thanh điệu âm tiết chết như sau:
- [ ˦˧ ] - Cao xuống
- [ ˩˨ ] - Thấp lên